# Die Flamme von Arabien
Die Flamme von Arabien ist ein US-amerikanischer Abenteuerfilm aus dem Jahr 1951 von Charles Lamont mit Maureen O’Hara und Jeff Chandler in den Hauptrollen. Der Film wurde von Universal-International Pictures produziert.

## Handlung
Der Beduinenscheich Tamerlan ist mit seinen Dienern Basra und Yak auf der Jagd nach dem Hengst Shazada. Als er den Hengst endlich in eine Falle gelockt hat, muss er ihn jedoch freilassen, um eine junge rothaarige Frau zu retten. Die hochmütige Frau will ihm als Dank ein Halstuch schenken, was den Scheich so erbost, dass er sie über das Knie legt. Es stellt sich heraus, dass die Frau die tunesische Prinzessin Tanya ist.
Zurück in ihrem Palast erfährt Tanya, dass Tunis von den Piratenbrüdern Borka und Hakim Barbarossa eingenommen wurde. Ihr Vater Chandra wurde zudem vergiftet. Der im Sterben liegende König fordert seinen Sohn Prinz Medina auf, Tanya zu beschützen. Medina hingegen bietet Tanya den Barbarossas als Geschenk an. Tanya erwidert, dass sie den Gewinner des Tayifa-Pferderennens heiraten werde. Die Brüder nehmen die Herausforderung an.
Als Tamerlan eine Stute auf dem Pferdemarkt verkaufen will, kommt es zu einem Streit, in dessen Verlauf einer von Barbarossas Männern getötet wird. Um der drohenden Todesstrafe zu entgehen, muss Tamerlan fliehen. Er flüchtet in den Palast, zeigt Tanyas Halstuch vor und bittet um Schutz. Tanya lässt ihn mit Vorräten und Pferden versorgen. Sie will ihm heimlich folgen, um Shazada zu stehlen, wenn er den Hengst gefangen hat. Tanya will mit dem Pferd selber an dem Rennen teilnehmen.
Als Tamerlan den Hengst gefangen hat, will Tanya ihn überreden, für sie das Rennen zu bestreiten, was der Scheich jedoch ablehnt. Auch ihre Verführungsversuche weist er zurück. Dennoch verlieben sich die beiden ineinander. Tanya wird Zeugin, wie Tamerlan Shazada zähmt, was sie tief beeindruckt. Kurz darauf wird Tanya von den Barbarossas gefangen genommen. Tamerlan hört Berichte, wie mutig Tanya sich gewehrt habe und beschließt, der Bitte Tanyas zu entsprechen und mit Shazada am Rennen teilzunehmen. Mit dem Hengst gewinnt er das Rennen, muss aber sofort die Flucht ergreifen, um sein Leben zu retten. Die nun freie Tanya folgt ihm und erklärt ihm ihre Liebe, während die Barbarossas Medina von ihren Pferden zu Tode trampeln lassen.

## Produktion

### Hintergrund
Gedreht wurde der Film vom 27. April bis Ende Mai 1951 in Santa Clarita, in den Alabama Hills, im Bronson Canyon, bei den Vasquez Rocks sowie in den Universal-Studios in Universal City.

### Stab
Bernard Herzbrun und Hilyard M. Brown oblag die künstlerische Leitung. Russell A. Gausman und Oliver Emert waren für das Szenenbild zuständig, Bill Thomas für die Kostüme, Bud Westmore für das Maskenbild. Verantwortliche Toningenieure waren Leslie I. Carey, Richard DeWeese und John W. Rixey. Frank X. Shaw arbeitete als Regieassistent, Philip H. Lathrop als Kameraführer.

### Besetzung
In kleinen nicht im Abspann erwähnten Nebenrollen traten Neville Brand, Virginia Brissac und William Tannen auf. Ebenfalls unerwähnt blieb Richard Hale als König Chandra.
Das Pferd Shahzada wurde von dem American Saddle Horse Highland Dale dargestellt.

## Synchronisation
| Rolle            | Schauspieler   | Deutscher Synchronsprecher |
| ---------------- | -------------- | -------------------------- |
| Tanya            | Maureen O’Hara | Elisabeth Ried             |
| Tamerlan         | Jeff Chandler  | Axel Monjé                 |
| Prinz Medina     | Maxwell Reed   | Friedrich Joloff           |
| Borka Barbarossa | Lon Chaney jr. | Walther Suessenguth        |
| Hakim Barbarossa | Buddy Baer     | Eduard Wandrey             |
| Hauptmann Fezil  | Richard Egan   | Martin Held                |
| Yak              | Dewey Martin   | Klaus Schwarzkopf          |
| Basra            | Royal Dano     | Fritz Tillmann             |
| Clio             | Susan Cabot    | Gisela Trowe               |
| Malik            | Henry Brandon  | Wolf Martini               |
| Kral             | Neville Brand  | Hans W. Hamacher           |
| König Chandra    | Richard Hale   | Paul Wagner                |

Anmerkung: Die kursiv geschriebenen Namen sind Rollen und Darsteller, die nicht im Abspann erwähnt wurden.

## Veröffentlichung
Die Premiere des Films fand am 18. Dezember 1951 in New York statt. In der Bundesrepublik Deutschland kam er am 21. November 1952 in die Kinos, in Österreich bereits im Oktober 1952.

## Kritiken
Der Filmkritiken-Aggregator Rotten Tomatoes hat in einer Auswertung ein Publikumsergebnis von 50 Prozent positiver Bewertungen ermittelt.
Das Lexikon des internationalen Films schrieb: „Schwungloses Liebes- und Orient-Abenteuer mit ein paar schönen Aufnahmen von Pferden und Wüstenlandschaften.“
Die Filmzeitschrift Cinema befand: „Ein etwas laues Abenteuer aber immerhin in glühendem Technicolor. Fazit: Glühende Wüste, feuriger Rappe, das war's.“